# Sigvard Ericsson
Johan Sigvard „Sigge“ Ericsson (17. července 1930 Alanäset – 2. listopadu 2019) byl švédský rychlobruslař.
Prvního Mistrovství Evropy se zúčastnil v roce 1951, kdy se umístil na 15. příčce. O rok později debutoval také na Mistrovství světa (9. místo) a zúčastnil se i Zimních olympijských her 1952 (1500 m – 8. místo, 5000 m – 14. místo, 10 000 m – 13. místo). První medaili, bronzovou, získal na kontinentálním šampionátu 1954, blízko k ní měl tentýž rok i na světovém šampionátu (4. místo). V dalších dvou sezónách prožil nejúspěšnější období své kariéry. V roce 1955 vyhrál jak Mistrovství Evropy, tak i Mistrovství světa. V následujícím ročníku vítězství sice neobhájil, získal však bronz na evropském šampionátu a především dva cenné kovy si přivezl ze zimní olympiády 1956. Zde vybojoval zlatou medaili v závodě na 10 000 m a dobruslil si také pro stříbro na poloviční trati (startoval i na zbylých distancích: 500 m – 37. místo, 1500 m – 6. místo). Na Mistrovství světa 1957 skončil na deváté příčce, po sezóně 1956/1957 přestal závodit s výjimkou účasti na švédském šampionátu 1960.
Zemřel dne 2. listopadu 2019 ve věku 89 let.